# Schlackenmühle (Presseck)
Schlackenmühle ist ein Gemeindeteil des Marktes Presseck im Landkreis Kulmbach (Oberfranken, Bayern). Schlackenmühle liegt in der Gemarkung Wildenstein.

## Geografie
Die Einöde liegt am Schlackenmühlbach, der sich in das Relief des Frankenwaldes tief einschneidet. Ein Anliegerweg führt nach Premeusel (1,2 km nordwestlich).

## Geschichte
Gegen Ende des 18. Jahrhunderts wurde die Schlackenmühle als Mahl- und Schneidmühle genutzt. Die Herrschaft Wildenstein hatte das Hochgericht sowie die Grundherrschaft über das Anwesen.
Mit dem Gemeindeedikt wurde Schlackenmühle dem 1808 gebildeten Steuerdistrikt Schwand und der im selben Jahr gebildeten Ruralgemeinde Schwand zugewiesen. 1818 wurde Schlackenmühle dem Steuerdistrikt Presseck und der neu gebildeten Ruralgemeinde Wildenstein überwiesen. 1930 brannte die Mühle ab. Am 1. Januar 1974 wurde Schlackenmühle im Rahmen der Gebietsreform in die Gemeinde Presseck eingegliedert.

### Einwohnerentwicklung
| Jahr      | 001818 | 001861 | 001871 | 001885 | 001900 | 001925 | 001950 | 001961 | 001970 | 001987 |
| Einwohner |        | 9      | 6      | 18     | 18     | 4      | 16     | 4      | 5      | 5      |
| Häuser    | 1      |        |        | 2      | 2      | 1      | 2      | 1      |        | 1      |
| Quelle    | [ 6 ]  | [ 10 ] | [ 11 ] | [ 12 ] | [ 13 ] | [ 14 ] | [ 15 ] | [ 16 ] | [ 17 ] | [ 1 ]  |

## Religion
Schlackenmühle ist seit der Reformation evangelisch-lutherisch geprägt und nach Heilige Dreifaltigkeit (Presseck) gepfarrt.